# Pixie Picnic
Pixie Picnic é um desenho animado produzido pela Walter Lantz Productions em 1948, lançado em 1 de maio.

## Produção
A aparência dos duendes é semelhante aos anões do longa Branca de Neve e os Sete Anões, da Disney. Fred Moore, animador do curta de Lantz (ao lado de Verne Harding), foi também responsável pela animação do desenho da Disney.

## Sinopse
Um grupo de duendes realiza um piquenique na floresta, enquanto a banda deles está tocando a abertura de "La Gazza Ladra", de Gioacchino Rossini, regidos por um duende de mais idade.